# Vsadkî, Ohtîrka
Vsadkî (în ucraineană Всадки) este un sat în comuna Hrincenkove din raionul Ohtîrka, regiunea Sumî, Ucraina.

## Demografie
Componența lingvistică a localității Vsadkî
     Ucraineană (96,77%)
     Rusă (3,23%)
Conform recensământului din 2001, majoritatea populației localității Vsadkî era vorbitoare de ucraineană (96,77%), existând în minoritate și vorbitori de rusă (3,23%).